# Parallelia aviceps
Parallelia aviceps là một loài bướm đêm trong họ Erebidae.